# Сомёнское сельское поселение
Сомёнское сельское поселение — упразднённое муниципальное образование в Крестецком районе Новгородской области.
Административный центр — деревня Сомёнка.

## География
Территория сельского поселения расположена на юге центральной части Новгородской области, к юго-востоку от посёлка Крестцы, простирается вдоль среднего течения реки Полометь, захватывая также низовья Ярыньи с окрестными озёрами и Грабиловское озеро.
По территории поселения проходят асфальтированные дороги Крестцы—Старое Рахино—Сомёнка:
через Озерки и Рогвино (часть исторической столбовой дороги Петербург—Москва), и через Ракушино;
а также профилированная дорога из Ракушино в Зелёный Бор.

## История
Решением Новгородского облисполкома от 9 марта 1971 г. № 108 центр Ракушинского
сельсовета был перенесён из деревни Ракушино в деревню Сомёнка; начал работу совхоз «Озерки».
Сомёнское сельское поселение было образовано в соответствии с законом Новгородской области от 11 ноября 2005 года № 559-ОЗ.
Упразднено областной законом № 719-ОЗ от 12 апреля 2010 года; объекты предприятия «Озерки» вошли в агрохолдинг «Белгранкорм».
Закон Новгородской области от 30 марта 2010 года N 719-ОЗ постановил «преобразовать путем объединения следующие муниципальные образования, входящие в состав территории Крестецкого муниципального района:
Локотское сельское поселение, Новорахинское сельское поселение и Сомёнское сельское поселение, — во вновь образованное муниципальное образование Новорахинское сельское поселение с определением административного центра в деревне Новое Рахино…»

## Населённые пункты
На территории сельского поселения расположены 12 деревень: Завысочье, Заречье, Зелёный Бор, Каменка, Кашино, Кривой Ухаб, Крутой Берег, Кукуево, Озерки, Ракушино, Рогвино и Сомёнка.

## Транспорт
Из районного центра Крестцы на территорию бывшего Сомёнского сельского поселения следуют автобусы;
- 174 (пн—пт),
- 182 (чт) в Сомёнку,
- 182а (вт) в Зелёный Бор.

Из Великого Новгорода — автобус 304 (вс) в Сомёнку.